# Hamtaro: Ham-Hams Unite!
Hamtaro: Ham-Hams Unite! (とっとこハム太郎2 ハムちゃんず大集合でちゅ?, Tottoko Hamutarō 2 - Hamu-chanzu Daishūgō Dechi~yu, lett. "Hamtaro 2: Il grande raduno degli Ham-Hams"), in italiano nella schermata introduttiva come Hamtaro: Criceti in festa!, è un videogioco basato sulla serie di manga e anime Hamtaro dell'autrice Ritsuko Kawai, sviluppato per Game Boy Color da Pax Softnica, pubblicato da Nintendo in Giappone nel 2001, in Nord America nel 2002 ed in Europa nel 2003.
È il diretto sequel di Tottoko Hamutarō - Tomodachi Daisakusen Dechi~yu (とっとこハム太郎 ともだち大作戦でちゅ?), uscito l'anno precedente sulla medesima console portatile solo nel Sol Levante, il che rende questo secondo capitolo videoludico incentrato sull'eponimo criceto, il primo ad uscire in Occidente. Tra l'altro fu uno degli ultimi titoli del Game Boy Color a venire commercializzato nelle regioni occidentali, specialmente nel Vecchio Continente.

## Trama
La storia parla di come il capo degli Ham-Hams, Boss, incarica Hamtaro di riunire alla Clubhouse i dodici membri della banda, perché starebbe preparando una sorpresa che, secondo lui, possa deliziare tutti quanti. Hamtaro, prima di mettersi sulle loro tracce, riceve da Boss stesso il taccuino per l'apprendimento del linguaggio segreto dei criceti detto Ham-Chat.

## Modalità di gioco
Hamtaro è chiamato da Boss nel preciso compito di cercare i suoi amici Ham-Hams e convincerli ad andare alla Clubhouse, esplorando i sei luoghi della città e risolvere enigmi ivi contenuti. Il giocatore deve sfruttare delle parole Ham-Chat (accompagnate da gesti), optandone una che sia consona per il protagonista interagirlo con gli ambienti circostanti, ma soprattutto permettergli di comunicare con altri criceti che incontra strada facendo. Boss insegna le prime quattro di base: "Hamha" (salutare), "Sif-sif/Hif-Hif" (annusare), "RuoTAck/Tack-Q" (rotolare), e "GratGrat/Digdig" (scavare). Con il continuo svolgersi della missione sempre più parole nuove vengono imparate e registrate sull'apposito taccuino.
Per il cammino si raccolgono inoltre vari oggetti conservabili nel proprio inventario, tra cui dei semi di girasole, che fungono da valuta per comprare accessori in delle Boutique Ham da far indossare ad Hamtaro, quando questi è in camera sua alla Clubhouse. Infine, nel menù iniziale sarà sbloccato "Ham-Jam", un minigioco ove egli balla alle musiche del gioco tramite l'utilizzo da parte del giocatore di diverse parole Ham-Chat a mo' di ritmo; attraverso la porta a infrarossi del Game Boy Color si può scambiare i ballerini con altri utenti.

## Accoglienza
Hamtaro: Ham-Hams Unite! ha ricevuto recensioni generalmente positive fin dalla sua uscita. È il settimo gioco per Game Boy Color più venduto in Giappone, con 497.061 copie vendute.
Nintendo Power lo ha elogiato per il suo design "intelligente e divertente". GamePro e X-Play si aspettavano che fosse un successo tra i bambini, con GamePro che ne definiva il gameplay "stranamente avvincente". IGN lo trovò originale e coinvolgente per tutte le età, elogiandone la grafica e le animazioni rispetto ad altri giochi per Game Boy Color. Eurogamer ha elogiato in modo analogo gli sforzi per rendere il gioco accattivante per tutte le età, elogiando anche Nintendo per aver creato un gioco che affrontasse la barriera linguistica. Jeuxvideo.com ha elogiato la grafica e le meccaniche di dialogo, definendole divertenti. Ha trovato la musica carente, suggerendo che questa e altre musiche per Game Boy Color avrebbero attratto solo un pubblico limitato. Famitsu ha ritenuto che fosse carino, anche se potrebbe essere difficile da giocare per i bambini piccoli. Nintendo World Report è stato critico del gioco, lodandone l'estetica ma ritenendo che i suoi enigmi fossero illogici e il gameplay inesistente. Jacob Whritenour di Hardcore Gamer lo ha elogiato per aver catturato l'atmosfera dell'anime su cui si basa.